# 中田萌
中田萌（NAKATA Moe，1991年6月2日—），日本女子水球運動員，亦為日本國家女子水球隊成員。兵庫縣出生，現就讀於日本体育大学，隸屬於日體俱樂部水球隊。

## 簡歷
2014年9月，中田萌代表日本出戰韓國仁川舉行的亞運會水球比賽項目，協助球隊贏得銀牌。